# Bouleversifiant !
Albums de Les Inconnus
Les Étonnifiants
(1992)
Bouleversifiant ! est un album des Inconnus sorti le 11 septembre 1991.

## Liste des chansons
| 1.    | Rap-Tout                                                   | 4:01 |
| 2.    | La Mano Verda (Negra Bouch'Beat - c'est toi que je t'aime) | 2:25 |
| 3.    | Auteuil, Neuilly, Passy (rap BCBG)                         | 3:30 |
| 4.    | Isabelle (a les yeux bleus) (version longue)               | 3:15 |
| 5.    | C'est ton destin                                           | 3:45 |
| 6.    | Florent Brunel                                             | 3:17 |
| 7.    | Rap Shit                                                   | 2:50 |
| 8.    | Un chagrin d'amour (Didier Barbelavie et Félix Grave)      | 3:20 |
| 9.    | La Chanson de Biouman                                      | 1:20 |
| 10.   | Le Hit des hits (les chansons françaises)                  | 8:32 |
| 10a.  | Fin d'après midi                                           | 1:05 |
| 10b.  | Migraine Farmer                                            | 1:10 |
| 10c.  | Isabelle (a les yeux bleus)                                | 0:45 |
| 10d.  | Hervé c'est bonnard (il n'est jamais vulgaire)             | 1:15 |
| 10e.  | House Music                                                | 0:55 |
| 10f.  | Bamboléo                                                   | 0:05 |
| 10g.  | La Danse des canettes                                      | 0:55 |
| 10h.  | Poupinette                                                 | 0:20 |
| 10i.  | Les Insectes sont nos amis                                 | 1:30 |
| 11.   | Auteuil Neuilly Passy (Rap BCBG) (instrumental)            | 3:30 |
| 47:45 |                                                            |      |